# Жамаубаев, Ерулан Кенжебекович
Ерулан Кенжебекович Жамаубаев (каз. Ерұлан Кенжебекұлы Жамаубаев; род. 25 марта 1974, Алма-Атинская область, КазССР) — казахстанский государственный деятель. Министр финансов Республики Казахстан (18 мая 2020 — 6 февраля 2024), заместитель премьер-министра (29 марта 2022 — 6 февраля 2024).

## Биография
Происходит из рода Жалайыр Старшего жуза.
В 1996—1998 годах — преподаватель-стажёр, преподаватель Казахской государственной академии управления.
В 1998—2006 годах — ведущий аналитик, главный аналитик, главный специалист-аналитик, начальник управления, заместитель директора департамента исследований и статистики Национального банка Республики Казахстан.
В 2006—2014 годах — директор департамента координации Национального банка Республики Казахстан.
В 2014—2015 годах — управляющий директор АО «Жилищный строительный сберегательный банк Казахстана».
Июль-ноябрь 2015 г. — заместитель заведующего отделом социально-экономического мониторинга Администрации президента Республики Казахстан.
Ноябрь 2015 — ноябрь 2018 г. — заведующий отделом социально-экономического мониторинга Администрации президента Республики Казахстан.
29 ноября 2018 — 2 марта 2019 г. — помощник президента Республики Казахстан.
22 марта 2019 — май 2020 г. — ответственный секретарь Министерства финансов Республики Казахстан.
С 18 мая 2020 по 6 февраля 2024 года — министр финансов Республики Казахстан. С 29 марта 2022 по 6 февраля 2024 года — заместитель премьер-министра — министр финансов. С 4 мая 2022 года до марта 2024 года — председатель совета директоров АО «Фонд развития предпринимательства „Даму“».
C 20 мая 2024 года — советник президента Казахстана.

## Награды
- Указом президента РК награждён орденом «Курмет»;
- Указом президента РК награждён медалью «Ерен еңбегі үшін»;
- Медаль «20 лет независимости Республики Казахстан» (2011);
- «Медаль 20 лет Астане» (2018);
- Медаль «За вклад в развитие Евразийского экономического союза» (29 мая 2019 года, Высший Евразийский экономический совет)[8].